# Чивита (Терамо)
Чивита (итал. Civita) је насеље у Италији у округу Терамо, региону Абруцо.
Према процени из 2011. у насељу је живело 41 становника. Насеље се налази на надморској висини од 219 м.